# Baños de Río Tobía
Baños de Río Tobía è un comune spagnolo di 1 621 abitanti situato nella comunità autonoma di La Rioja.